# 蕨市立図書館
蕨市立図書館（わらびしりつとしょかん）は、埼玉県蕨市にある図書館である。

## 概要
蕨市の市立図書館である。

### 蔵書
- 蔵書数（AV資料含む）：209，650点（平成26年3月31日現在）

## 歴史
- 1951年（昭和26年）8月 - 中央公民館に児童図書館を併設する。
- 1965年（昭和40年） - 開館
- 1979年（昭和54年）6月10日 - 南町に移転し、現在の図書館を開館する。

## 交通
- 京浜東北線蕨駅西口から徒歩13分。

## 開館時間
- 火～金曜日：午前10時～午後6時
- 土・日曜日：午前 9時～午後6時
- 祝日開館日：午前 9時～午後6時
- 休館日：毎週月曜日・祝日が月曜日の場合はその翌日も休館